# Jon Hamm
Pour les articles homonymes, voir Hamm (homonymie).
Ne doit pas être confondu avec l'homme politique John Hamm
Jon Hamm, de son vrai nom Jonathan Daniel Hamm, est un acteur américain, né le 10 mars 1971 à Saint-Louis au Missouri.
Il est principalement connu pour son rôle de l'agent publicitaire Don Draper dans la série historique Mad Men diffusée entre 2007 et 2015. Il remporte pour ce rôle le Golden Globe du meilleur acteur dans une série dramatique à deux reprises. Ce rôle lui ouvre les portes du cinéma Hollywoodien. Ainsi, il apparait dans plusieurs blockbusters : Baby Driver de Edgar Wright (2016), Le Cas Richard Jewell de Clint Eastwood (2018) ou encore Top Gun: Maverick en 2022 qui est le plus gros succès de sa carrière.

## Biographie

### Jeunesse et formation
Jon Hamm est le fils de Dan Hamm, gérant d'une entreprise de transports de camions, et de Deborah Hamm, secrétaire de cette entreprise. Ses parents divorcent lorsqu'il a deux ans, et il vit alors avec sa mère à Creve Coeur dans le Missouri. Il perd sa mère à l’âge de dix ans et part vivre à Clayton dans le Missouri, avec sa grand-mère et son père dont il déclarera plus tard s’être inspiré pour le rôle de Don Draper dans la série Mad Men. En 1989, après ses études secondaires, il est admis à l'université du Texas qu'il quitte pour l'université du Missouri où il obtient son baccalauréat universitaire (licence) de littérature anglaise en 1993.
Il a exercé en qualité de professeur de théâtre pendant trois ans à la John Burroughs School (en), son ancienne école dont il est sorti diplômé en 1989. Il y a dispensé des cours, notamment à l'actrice Ellie Kemper,, et à Beau Willimon, futur créateur de la série à succès House of Cards.

### Carrière

#### Télévision (2000-)
Après une poignée de rôles dans des séries télévisées, durant près d'une dizaine d'années, John Hamm accède, en 2007, à une reconnaissance critique et commerciale internationale avec le rôle de Don Draper, dans la série dramatique Mad Men,,. Sa performance lui vaut d'être nommé pour chacune des sept saisons de la série aux Emmy Awards, entre 2008 et 2015, ne remportant la récompense que lors de la dernière nomination, et de décrocher le Golden Globe du meilleur acteur dès la première année de la série.
À l'approche de la fin de la série,, il tente de se diversifier : d'abord en livrant des prestations plus tourmentées dans des fictions britanniques : en 2012 pour la série A Young doctor's Notebook et en 2014, pour un épisode de la série d'anthologie Black Mirror: White Christmas.
Mais surtout en cassant son image d'homme séducteur et viril : d'abord en tenant des rôles récurrents entre 2009 et 2011 dans les séries satiriques 30 Rock et Childrens Hospital, puis en jouant les machos au cinéma dans la comédie Mes meilleures amies, sortie en 2011. Il multiplie parallèlement les apparitions et caméos décalés dans des comédies, sketchs et émissions comiques.

#### Cinéma (2010-)
Il tente également de se construire une carrière cinématographique : en 2010, il joue ainsi dans le film indépendant Howl de Rob Epstein et Jeffrey Friedman, puis enchaîne deux productions plus commerciales : d'abord en apparaissant dans le blockbuster d'action L'Agence tous Risques, puis en tenant l'un des rôles principaux du polar The Town,, seconde réalisation de l'acteur Ben Affleck.
L'année d'après, il se contente d'un petit rôle dans le blockbuster fantastique Sucker Punch, et fait partie de la distribution chorale de la comédie dramatique Friends with Kids, écrite et réalisée par sa compagne Jennifer Westfeldt. Il faut attendre 2013 pour le voir endosser des rôles plus importants : il donne la réplique à Larry David dans le téléfilm Clear History, puis en 2014, il est enfin la tête d'affiche d'une production Disney, le biopic sportif Million Dollar Arm,. Mais le long-métrage déçoit quelque peu la critique, et rembourse à peine son budget.
En 2015, alors que Mad Men se conclut après huit ans de diffusion, c'est dans des rôles secondaires comiques qu'il se distingue : d'abord en incarnant le révérend Richard Wayne dans la série Unbreakable Kimmy Schmidt, produite par Tina Fey et portée par Ellie Kemper, ; puis en jouant les mystérieux tueurs dans la mini-série potache Wet Hot American Summer: First Day of Camp.
L'année suivante, il reviendra au cinéma pour la comédie d'espionnage Keeping Up with the Joneses de Greg Mottola, pour laquelle il sera entouré d'Isla Fisher et de Gal Gadot. Et reviendra vers un registre dramatique en menant le thriller Opération Beyrouth, avec Rosamund Pike,, et ce sous la direction de Brad Anderson et sur un scénario de Tony Gilroy. En 2018, il est annoncé au casting de Top Gun: Maverick', sorti en 2022.
En 2019, il interprète l'ange Gabriel dans la série Good Omens, aux côtés de David Tennant et Michael Sheen.

### Vie privée
Il a été marié pendant 18 ans avec l'actrice Jennifer Westfeldt. Ils annoncent en 2015 leur séparation à l'amiable peu après que Jon a suivi une cure de désintoxication contre l’alcool,. Il est ensuite en couple avec l'actrice Anna Osceola.

## Filmographie

### Cinéma

#### Années 2000
- 2000 : Space Cowboys de Clint Eastwood : jeune pilote #2
- 2001 : Early Bird Special de Mark Jean : policier roux
- 2001 : La Tentation de Jessica (Kissing Jessica Stein) de Charles Herman-Wurmfeld : Charles
- 2002 : Nous étions soldats (We Were Soldiers) de Randall Wallace : Capitaine Matt Dillon
- 2006 : Ira and Abby (en) de Robert Cary : Ronnie
- 2007 : The Ten de David Wain : guide de parachutisme Chris Knarl
- 2008 : Le Jour où la Terre s'arrêta (The Day the Earth Stood Still) de Scott Derrickson : Michael Granier

#### Années 2010
- 2010 : Howl de Rob Epstein et Jeffrey Friedman : Jake Ehrlich
- 2010 : L'Agence tous Risques (The A-Team) de Joe Carnahan : un autre agent du nom de Lynch
- 2010 : The Town de Ben Affleck : Adam Frawley
- 2010 : Shrek 4, il était une fin (Shrek Forever After) de Mike Mitchell : Brogosse (voix)
- 2011 : Sucker Punch de Zack Snyder : High Roller
- 2011 : Mes meilleures amies (Bridesmaids) de Paul Feig : Ted
- 2011 : Friends with Kids de Jennifer Westfeldt : Ben
- 2013 : Le Congrès (The Congress) d'Ari Folman : Dylan Truliner
- 2014 : Million Dollar Arm de Craig Gillespie : J.B. Bernstein
- 2016 : Les Espions d'à côté (Keeping Up with the Joneses) de Greg Mottola : Tim Jones
- 2016 : Absolutely Fabulous, le film (Absolutely Fabulous: The Movie) de Mandie Fletcher (en) : lui-même
- 2017 : Marjorie Prime de Michael Almereyda : Walter[32]
- 2017 : Baby Driver d'Edgar Wright : Buddy
- 2018 : Opération Beyrouth (Beirut) de Brad Anderson : Mason Skiles[33]
- 2018 : Tag : Une règle, zéro limite (Tag) de Jeff Tomsic : Bob Callahan
- 2018 : Nostalgia de Mark Pellington : Will Beam
- 2018 : Sale temps à l'hôtel El Royale (Bad Times at the El Royale) de Drew Goddard : Laramie Seymour Sullivan
- 2019 : The Report de Scott Z. Burns : Denis McDonough
- 2019 : The Jesus Rolls de John Turturro : Paul
- 2019 : Lucy in the Sky de Noah Hawley : Mark Goodwin
- 2019 : Le Cas Richard Jewell (Richard Jewell) de Clint Eastwood : Tom Shaw

#### Années 2020
- 2020 : Amours irlandaises (Wild Mountain Thyme) de John Patrick Shanley : Adam Kelly
- 2021 : No Sudden Move de Steven Soderbergh : inspecteur Joe Finney
- 2022 : Top Gun: Maverick de Joseph Kosinski : vice-amiral Beau « Cyclone » Simpson
- 2022 : Corner Office de Joachim Back : Orson
- 2022 : Avoue, Fletch (Confess, Fletch) de Greg Mottola : Irwin Maurice "Fletch" Fletcher (également producteur)
- 2023 : Qui a tué Maggie Moore(s) ? (Maggie Moore(s)) de John Slattery : Jordan Sanders
- 2024 : Mean Girls : Lolita malgré moi (Mean Girls) d'Arturo Perez Jr. et Samantha Jayne : le coach Carr
- 2024 : Unfrosted : L'épopée de la Pop-Tart (Unfrosted) de Jerry Seinfeld : un publicitaire
- 2024 : Transformers : Le Commencement (Transformers One) de Josh Cooley : Sentinel Prime (voix)
- projet : Billy Wilder and Me de Stephen Frears : William Holden

### Télévision
- 2000 : The Hughleys (série télévisée) : Buzz
- 2000 : The Trouble with Normal (série télévisée) : Jackson
- 2000-2001 : Providence (série télévisée) : Burt Ridley
- 2002 : Gilmore Girls (série télévisée) : Peyton Sanders
- 2002-2004 : Division d'élite (The Division) (série télévisée) : Inspecteur Nate Basso
- 2005 : Charmed (série télévisée) : Jack Brody
- 2005 : Point Pleasant, entre le bien et le mal (série télévisée) : Dr. George Forrester
- 2005 : Les Experts : Miami (CSI: Miami) (série télévisée) : Dr. Brent Kessler
- 2006 : Related (série télévisée) : Danny
- 2006 : Numbers (série télévisée) : Richard Clast
- 2006-2007 : What About Brian (série télévisée) : Richard Povich
- 2006-2007 : The Unit : Commando d'élite (The Unit) (série télévisée) : Wilson James
- 2007 : The Sarah Silverman Program. (série télévisée) : L'employé du câble
- 2007-2015 : Mad Men ((série télévisée), 92 épisodes : Don Draper
- 2009-2010 : 30 Rock (série télévisée) : Drew Baird, petit ami de Liz Lemon
- 2010 : Les Simpson (série télévisée) : L'agent du FBI (Voix)
- 2010-2011 : Childrens Hospital (série télévisée) : Derrick Childrens
- 2012 : A Young Doctor's Notebook (série télévisée) : Dr Vladimir Bomgard
- 2014 : Parks and Recreation (série télévisée) : Ed (saison 6, 2 épisodes)
- 2014 : Black Mirror: White Christmas (série télévisée) : Matthew
- 2015 : Wet Hot American Summer: First Day of Camp (série télévisée) : The Falcon
- 2015 : Sept jours en enfer (7 Days in Hell) de Jake Szymanski (téléfilm) : narrateur
- 2015-2019 : Unbreakable Kimmy Schmidt (série télévisée) : Révérend Richard Wayne Gary Wayne
- 2016 : The Last Man on Earth (série télévisée) : Darrell
- 2016 : Angie Tribeca (série télévisée) : McCormick
- 2017 : Pharmacy Road (Tour de Pharmacy) de Jake Szymanski (moyen métrage) : narrateur
- 2018 : Barry (série télévisée) : Jon Hamm
- 2018 : Legion (série télévisée) : le narrateur (saison 2, 4 épisodes)
- 2019 : Good Omens (série télévisée) : Archange Gabriel
- 2020 : Unbreakable Kimmy Schmidt : Kimmy contre le révérend de Claire Scanlon (téléfilm) : Révérend Richard Wayne Gary Wayne
- 2023 : Fargo (série télévisée) (saison 5) : Roy Tillman, le Shériff du comté de Stark
- 2024 : Landman (série télévisée) : Monty Miller
- 2025 : Vrais voisins, faux amis  (Your Friends and Neighbors) (série télévisée) : Andrew Cooper

## Distinctions

### Récompenses
- Golden Globes 2008 : meilleur acteur dans une série télévisée dramatique pour Mad Men[34]
- Television Critics Association Award 2015 : meilleure performance individuelle dans une série dramatique pour Mad Men[35],[36]
- Emmy Awards 2015 : Meilleur acteur pour Mad Men[37]
- Golden Globes 2016 : Meilleur acteur dans une série télévisée dramatique pour Mad Men[34]

### Nomination
- Golden Globes 2024 : meilleur acteur dans une série télévisée dramatique pour Fargo

## Voix francophones
En France, Constantin Pappas est la voix régulière de Jon Hamm. Depuis le milieu des années 2010, Bruno Choël, qui l'a doublé dans la série Mad Men, l'a retrouvé dans plusieurs séries télévisées comme Black Mirror, Wet Hot American Summer: First Day of Camp ou encore Legion ainsi que dans les films Les Espions d'à côté et Absolutely Fabulous, le film tandis que Jérémie Covillault l'a doublé à huit reprises et uniquement dans des films dont Baby Driver, The Report, Le Cas Richard Jewell et Top Gun: Maverick, Guillaume Canet dans Les Minions .
Il a également été doublé par Serge Biavan dans les séries What About Brian et Unbreakable Kimmy Schmidt ainsi qu'à titre exceptionnel par Patrick Delage dans la série Providence, David Krüger dans Mes meilleures amies, Bruno Dubernat dans Friends with Kids et Pierre Tessier dans The Morning Show.
Au Québec, Patrick Chouinard est sa voix habituelle.
Version françaises
- Constantin Pappas dans Charmed, L'Agence tous risques, The Town, Sucker Punch, Sale temps à l'hôtel El Royale, Good Omens, Lucy in the Sky[38], etc.
- Bruno Choël dans Mad Men, Wet Hot American Summer: First Day of Camp, Black Mirror, Les Espions d'à côté, The Last Man on Earth, Legion[38], etc.
- Jérémie Covillault dans Baby Driver, Opération Beyrouth, Tag : Une règle, zéro limite, The Report, Le Cas Richard Jewell[38], etc.

Version québécoises
Note : La liste indique les titres québécois.
- Patrick Chouinard dans Amis et Parents, Un lancer à un million de dollars, Baby le chauffeur, Beyrouth, Sale temps à l'hôtel El Royale, Le Cas Richard Jewell[39], etc.